# La superfície
La superfície (títol original en anglès, The Surface) és una pel·lícula de thriller dramàtic estatunidenc del 2014 dirigida per Gil Cates Jr. i protagonitzada per Sean Astin, Mimi Rogers, Chris Mulkey i Jeff Gendelman. Gendelman també va ser-ne guionista i productor. S'ha doblat i subtitulades al català.
El 22 de juliol de 2013 Sean Astin i Mimi Rogers es van unir al repartiment de la pel·lícula, Gil Cates Jr. la dirigeix i Jeff Gendelman s'encarrega del guió. Mimi Rogers també es va unir al repartiment el 7 d'agost a la pel·lícula de finançament de Good Notes Productions.
El rodatge de la pel·lícula va començar el 10 d'agost de 2013 a Milwaukee.